# TV3 (Algérie)
TV3 (en arabe : الجزائرية الثالثة ; en berbère : ⴰⵎⴰⵜⴰⴼ ⵡⵉⵙ ⴽⵯⵔⴰⴸ), également connue sous le nom de El Ikhbariya (en arabe : الجزائرية الإخبارية), est la troisième chaîne de télévision algérienne de l'Établissement public de télévision. 
Elle est consacrée à l’information en continu.

## Histoire de la chaîne
Crée le 26 mars 2020, elle remplace la chaîne généraliste A3, dont la grille de programmes est reprise par TV6 (chaîne familiale consacrée depuis 2021 à la jeunesse).

## Organisation
Directeurs généraux de l'ENTV/EPTV
- Depuis le 31 mai 2021 : Chabane Lounakel

Directeur général de TV3
- – : Abderrahmane Khalas